# Ammodendron karelinii
Ammodendron karelinii är en ärtväxtart som beskrevs av Fisch. och Carl Anton von Meyer. Ammodendron karelinii ingår i släktet Ammodendron och familjen ärtväxter. Inga underarter finns listade i Catalogue of Life.